# Stuivenes
Stuivenes is een landgoed in Achterberg in de Nederlandse provincie Utrecht. Het ligt aan de Cuneraweg 132, ten noordoosten van de weg van Achterberg naar de Grebbe. Niet ver hiervandaan stonden vroeger de kastelen Ter Horst en Levendaal.

## Donjon
De donjon van Stuivenes(t) is een rijksmonument van Achterberg. Het gebouw bestaat uit twee bouwlagen met zwaar muurwerk. Het goed Stuivenest, of Stuvenes zoals het vroeger heette, werd al in de middeleeuwen vermeld in stukken die worden bewaard het Gemeentearchief te Rhenen en het Rijksarchief in Utrecht. 
Een oud charter uit dat jaar vermeldt: Van Stuvenest achterbergh van een stuck lants [...] gelegen is over den berch in den gerechte van rienen. Int eerste een hofstede mitten land dair aan gelege, dair Harman Quint [...] in der tijt op woent en Pauwels Thueren voirsz. voir tijd toe te behoren. In 1494 wordt het goed door Joncfrou Janna Johan Valkenaers overgedragen aan het Agnietenklooster in Rhenen. In 1629 en 1639 wordt het beschreven als de bouwinge, so huysinge ende hoffstadt en het land daer aen behorende genaemd Stuijvenest groot omtrent thien mergen bouwlants gepacht door Jacob Hendricksen van het Agnietenklooster. Het gaat na 1650 over op de domheren Van Wijck.

## Overblijfselen
Eind twintigste eeuw werd de boerderij vervangen en werd de donjon gerestaureerd. Daarbij werd bij de donjon de onderbouw van een trap gevonden, die mogelijk als toegang tot een deur in de zijgevel diende. Deze deur is in het verleden dichtgemetseld. De donjon is bewaard gebleven. In de negentiger jaren van de twintigste eeuw is de naastgelegen boerderij vervangen door nieuwbouw. Deze boerderij wordt bewoond.

## Bewoners
- 1434 Pauwels Thueren
- - 1433 Jan Velkener, getrouwd met Joncfrou Margriet
- ± 1451 - ± 1457 Hendrik Valckenaer, getrouwd met Godwina Freys van Dolre
- - voor 1494 Johan Valckenaer, getrouwd met Margriet Martijns
- - 1494 Joncfrou Janna Johan Valkeners
- 1494 - 1603 Agnietenklooster te Rhenen
- 1603 - na 1639 Staten van Utrecht
- eind 17e/begin 18e Gijsbert Cornelisz van Ingen en de domheer Anthonie van Wijck
- familie Van den Oort
- familie Van de Scheur
- familie Van Laar
- ± 1991 de heer Ter Haar